# كريس كارسون
كريس كارسون (بالإنجليزية: Chris Carson)‏ هو لاعب كرة قدم أمريكية أمريكي، ولد في 16 سبتمبر 1994 في بيلوكسي في الولايات المتحدة.

## وصلات خارجية
- كريس كارسون على موقع مرجع كرة القدم المحترفة.كوم (الإنجليزية)